# وروار بوهيمي
وروار بوهيمي (الاسم العلمي: Merops boehmi) هو نوع من الطيور يتبع جنس الوروار من فصيلة الوروارية.